# Bruno Decharme
Bruno Decharme (* 1. prosince 1951 Paříž) je francouzský filmař a sběratel Art brut.

## Život
Bruno Decharme vystudoval filosofii a dějiny umění na pařížské Sorbonně. Byl asistentem filmového režiséra Jacquese Tatiho, působil jako střihač, scenárista a producent, režíroval krátké filmy, dokumentární filmy, klipy a reklamy.
Zásadním okamžikem v jeho životě bylo v roce 1977 seznámení se sbírkou Art brut, kterou městu Lausanne věnoval Jean Dubuffet a také s jejím ředitelem Michelem Thévozem. Od roku 1978 začal sbírat díla umělců Art brut. Objevil řadu nových jmen v USA, Rusku, střední Evropě, Japonsku a Latinské Americe. Kromě sběratelství se věnuje také natáčení dokumentárních filmů a roku 1999 založil v Paříži asociaci abcd (Art brut connaissance & diffusion). Jeho sbírka v současnosti čítá kolem 3 500 děl od tří set autorů, včetně děl českého výtvarníka Zdeňka Košky. Spolu se sbírkou v Lausanne patří k nejvýznamnějším kolekcím Art brut na světě.

## Dílo

### Dokumentární filmy
- Lourdes, Bernadette et les Autres, 16mm, 90 min, 1981
- Alexandre Lobanov, 9 min, vidéo & 35 mm, abcd, 2001. Prix : festival du Cinéma du réel 2002, mention spéciale, FIFA Montréal 2003, mention spéciale
- Gene Merritt, 9 min, vidéo, abcd, 2002
- Henry Darger, 12 min, vidéo, abcd, 2003
- Richard Greaves, 10 min, vidéo, abcd, 2005
- Martha Grünenwaldt, 4 min, vidéo, abcd, 2007
- Zdeněk Košek, 13 min, vidéo, abcd, 2005
- Kunizo Matsumoto, 8 min, vidéo, abcd, 2007
- George Widener, 14 min, vidéo, abcd, 2007
- Las Possas, 8 min, vidéo, abcd, 2007
- La Maison fleurie de Gabriel Dos Santos, 5 min, abcd, 2007
- Purvis Young, 4 min, abcd, 2007
- Watts Towers, 6 min, vidéo, abcd, 2008
- La Maison du Hibou, 6 min, vidéo, abcd, 2008
- Coral Castle, 6 min, vidéo, abcd, 2008
- Les Falaises de Rothéneuf, 4 min, vidéo, abcd, 2008
- Dan Miller, 4 min, vidéo, abcd, 2008
- Wines Passionately, 22 min, HD, Systeme B, 2009

### Dlouhometrážní filmy
- Rouge ciel, un essai sur l'art brut, Un film de Bruno Decharme, 2009, France, 93 minut
- Arakhipena, 90 min (v přípravě)
- Jaadu/Faiz Ali Faiz & Titi Robin, 52 min, Système B